# 13446 Almarkim
13446 Almarkim è un asteroide della fascia principale. Scoperto nel 1960, presenta un'orbita caratterizzata da un semiasse maggiore pari a 3,0654335 UA e da un'eccentricità di 0,0999222, inclinata di 8,31358° rispetto all'eclittica.